# Варакуты (Кременчугский район)
Варакуты (укр. Варакути) — село,
Омельникский сельский совет,
Кременчугский район,
Полтавская область,
Украина.
Код КОАТУУ — 5322483203. Население по переписи 2001 года составляло 174 человека.

## Географическое положение
Село Варакуты находится в 1-м км от левого берега пересыхающей реки Сухой Омельник, примыкает к селу Пустовиты.